# Флаг сельского поселения Саввинское
Флаг муниципального образования «Сельское поселение Саввинское» Егорьевского муниципального района Московской области Российской Федерации — опознавательно-правовой знак, служащий официальным символом муниципального образования.
Флаг утверждён 30 марта 2010 года и 2 ноября 2011 года внесён в Государственный геральдический регистр Российской Федерации с присвоением регистрационного номера 7230.

## Описание
«Прямоугольное полотнище с отношением ширины к длине 2:3, состоящее из пяти частей: красной полосы вдоль верхнего края (в 5/18 ширины полотнища) и четырёх равных частей — жёлтых (вверху у древка и внизу у свободного края) и зелёных. На красной полосе изображена рука в голубом рукаве, выходящая из белого облака держащая остальные части за край, поверх границы жёлтых и зелёных частей — ромб (квадрат) с вырастающей из каждой стороны еловой ветвью, в жёлтых частях зелёные, в зелёных — жёлтые».

## Символика
Флаг разработан на основе герба сельского поселения Саввинское и отражает исторические, культурные, социально-экономические, национальные и иные местные традиции.
Саввинское сельское поселение объединяет в себе ряд населённых пунктов, сохраняющих на протяжении многих лет деревенские традиции и уклад жизни. Основными занятиями местных жителей были земледелие и промыслы, что нашло отражение на флаге сельского поселения.
Деление поля на части многозначно:
— деление показывает, что в состав территории сельского поселения вошли четыре сельских округа;
— деление поля на золотые и зелёные части — поля, аллегорически показывает сельское хозяйство как основу экономики муниципального образования.
Ромб как аллегория веретена — традиционный символ ткачества показывает распространённую здесь выработку ткани — нанки.
Ромб, совмещённый с ветвями, аллегорически символизирует изготовление мастерами ткацких станков и запасных деталей к ним.
Ветви подчёркивают связь промыслов с природными особенностями — наличие в окрестностях большого количества древесины стало основой чрезвычайно развитого промысла по изготовлению спичек, которые поставлялись не только в Москву, но и ряд других крупных городов.
Красная полоса с выходящей из облака рукой показывает то, что сельское поселение Саввинское входит в состав Егорьевского муниципального района, на флаге которого также изображена выходящая из облака рука, что подчёркивает единство муниципальных образований.
Жёлтый цвет (золото) — символ урожая, богатства, стабильности, уважения и интеллекта.
Белый цвет (серебро) — символ чистоты, совершенства, мира и взаимопонимания.
Зелёный цвет символизирует весну, здоровье, природу, молодость.
Красный цвет — символ мужества, жизнеутверждающей силы и красоты, праздника, труда.
Голубой цвет (лазурь) — символ возвышенных устремлений, искренности, преданности, возрождения.